# 克里斯托夫·托爾金
克里斯托夫·約翰·瑞爾·托爾金（英語：Christopher John Reuel Tolkien，1924年11月21日—2020年1月16日），是英國作家J·R·R·托爾金最年幼的一名兒子，托爾金逝世後出版的小說有許多都是由克里斯托夫·托爾金負責編輯。《魔戒》当中原有的那些地圖便是由克里斯托夫·托爾金所繪製的。在地圖上，克里斯托夫·托爾金以C. J. R. T作為簽名，其中的J是指約翰，是他受洗時被賜予的教名，通常情况下并不使用。

## 生平
1924年出生於英格兰利茲，是J·R·R·托爾金與伊迪絲·托爾金夫妻的第三子，也是最年幼的儿子。他的名字是以托爾金已逝的朋友克里斯托夫·懷特曼命名的:125。
他在牛津的龙学校及礼拜堂学校接受教育。1945年3月，克里斯托夫进入英國皇家空軍，作为一名飞行员短期服役，获得空军中尉的军衔。战后，他在牛津大學攻读英語专业。
克里斯托夫·托爾金是他父親的長期讀者，在童年時就聽過比爾博·巴金斯的故事，在青年時對《魔戒》提供了不少反饋。他曾為父親構思的中土大陸地圖的一些矛盾之處作出解釋，並且在1970年代後期重新繪製地圖，修正了一些錯誤及補上了遺漏的地方。他也隨父親參與文學社團「迹象文学社」的聚會。
後來，克里斯托夫·托爾金跟隨父親的足跡，在1964年至1975年擔任牛津大學新學院的講師。
2001年，導演彼得·傑克遜為了製作電影《魔戒》系列而聯絡過克里斯托夫·托爾金。克里斯托夫對電影能否延續小說的神髓感到懷疑，但他強調這只是他的個人看法。克里斯托夫在2012年接受法國《世界報》採訪時表示：「一般的遺囑執行人都是希望能將作品的利潤最大化，而我們卻正好相反。我們只想要大家明白哪些是違背《魔戒》原作精神的」。
2017年，辭去在托爾金遺產委員會的職務。
2020年1月16日，在法國東南部的德拉吉尼昂去世，享壽95歲。

## 家庭
克里斯托夫·托爾金生前與他的第二任妻子貝莉·克拉斯（Baillie Klass）居於法國。貝莉·克拉斯曾參與編輯托爾金的《聖誕老人信札》（The Father Christmas Letters），他們有兩名孩子，分別是亞當·瑞爾·托爾金（Adam Reuel Tolkien）及麗素·克蕾雅·瑞爾·托爾金（Rachel Clare Reuel Tolkien）；而克里斯托夫·托爾金的長子賽門·托爾金則是他和前妻菲絲·弗爾康布里基（Faith Faulconbridge）所出，是一位律師和小說家。

## 整理父親遺作
托爾金寫了大量與中土大陸有關的題材，但有些在他在生之年都沒有發表過，他原本計劃將《精靈寶鑽》和《魔戒》一起出版，托爾金在1973年去世，但《精靈寶鑽》一書卻還沒有完成。
在父親去世後，克里斯托夫·托爾金作為遺囑執行人，開始著手整理父親遺留的大量筆記文獻，有一些更是許久以前寫在碎紙上。很多資料都是手寫的，一些很棒的稿子卻模糊不清，一些角色的名字經常轉換。要整理這些資料是一個艱鉅的工作，或許只有了解托爾金和其故事的人才能夠心領神會。克里斯托夫·托爾金表示，他有時都要推敲父親想表達的意思。
在作家蓋伊·凱佛列·凱伊的協助下，克里斯托夫·托爾金終於完成了《精靈寶鑽》，並在1977年出版。在1980年又出版了《未完成的故事》。《中土世界的歷史》十二部相繼在1983年至1996年間發行。
2007年4月，克里斯托夫·托爾金發行了父親寫的一部書《胡林的子女》，這作品是在1951年至1957年間寫成的。
2017年6月，克里斯托夫整理的父親早年遺作《貝倫與露西安》出版，其講述了人類貝倫與精靈露西安的愛情故事。2018年8月30日，由時年93歲的克里斯托夫整理的另一部父親早年遺作《貢多林的陷落》出版，其講述了人類英雄圖爾的故事及精靈城市貢多林被毀的歷程。

## 獲獎
2016年，克里斯托夫·托爾金獲博德利圖書館頒予博德利奖章。